# 펑타이역 (지하철)
베이징 지하철 펑타이역(중국어: 丰台站)은 중국 베이징시 펑타이구 펑차오로(丰桥路)와 차오안 서로(桥安西路)의 교차로에 위치하며, 완화 북가(万华北街) 북쪽, 서3환로(西三环)와 서4환로(西四环) 사이에 위치한 베이징 지하철 10호선과 16호선의 환승역이다. 두 노선 환승역의 의미는 국철 베이징 펑타이역에 있어서 중요한 지원 시설이기도 하다. 10호선 펑타이역은 2013년 5월 5일 공식적으로 개통되어 운행을 개시하였고, 16호선은 2022년 12월 31일에 개통되어 환승역이 되었다.

## 역사
10호선 펑타이역 지하철역은 베이징 남서3환로 남서쪽에 위치하여 펑타이역 신역사의 바로 아래에서 남북으로 운행되며, 원래 계획된 멍자춘역(孟家村站)과 치엔니와역(前泥洼站)의 계획은 취소되었다. 펑타이역 주변은 주로 주택가로 둘러싸여 있고, 지하철역이 기차역으로 통합되면 주변 승객들에게 불편을 끼칠 수 있기 때문에 주변 지역 주민들 수천 명이 이에 반대하는 서명을 하였다. 그래서, 최종 계획에서는 두 개의 역을 각각 북쪽으로 이전하여 치엔니와역(현, 니와역)은 북쪽으로 300m, 멍자춘역은 북쪽으로 100m 이전되었다. 북쪽으로 이전한 후 멍자춘역은 펑타이역으로 이름이 바뀌었고 주변 주민들의 이동을 용이하게 하고 철도 승객의 환승을 요구했기에 펑타이역 남쪽 광장에 지하에 위치하게 된 것이다. 이러한 계획 변경과 역 부지 철거 지연으로 인해 펑타이역은 2012년 4월까지 건설을 시작하지 못한 원인이 되었다. 건설팀은 건설 진행 속도를 높이기 위해 모든 수단을 동원했지만 여전히 그러하지 못했다，但仍然到2013年4月才竣工. 이는 원래 2012년 말 개통 예정이었던 10호선 2단계 개통 진행에 차질을 빚게 되었다. 영향을 받지 않은 구간은 원래 계획대로 개통되어 10호선 1단계와 미완성 순환선을 형성하게 되었다. 2013년 5월 5일, 펑타이역 지하철역을 포함한 2개 역과 3개 구간이 개통되어, 10호선 전 노선이 순환으로 연결되었다.
10호선 펑타이역은 일반 역보다 한 경간이 더 긴 3개의 기둥과 4개의 경간을 갖춘 2층 건물의 지하역으로, 역사 본체는 폭 43.9m, 길이 224m, 총 건축 면적은 26,000㎡로 일반 역사의 두 배 크기인 승강장 폭이 20m인 동시에, 역 승강장 층인 지하 2층의 높이는 8.5m, 역 대합실 층인 지하 1층은 8.9m로 일반 역사보다 훨씬 높다. 이 역은 10호선의 다른 역과 유사한 검정색, 흰색, 회색 톤을 주로 채택했지만 중국 건축의 요소도 도입한 특징이 있다. 기둥에는 빨간색과 회색의 둥근 기둥이 사용되었다.
2017년 12월 18일 착공한 16호선 역은 동서를 가로지르며 길이 406m, 폭 31.2m, 깊이 30.7m 규모의 지하 3층 건물의 역에 섬식 승강장으로 설계되었다. 승강장 설계와 20m 폭의 승강장으로 설계된 10호선과 L자형으로 교차하며, 환승을 위해 대합실을 공유하였고, 주요 구조물은 2020년 6월 28일에 폐쇄되었다.
국철 베이징 펑타이역 개통에 협력하기 위해 2022년 6월 20일 첫 열차를 시작으로 지하철 10호선 펑타이역과 국철 간 지하 임시 환승 통로 출입구를 개통하였고, 베이징 펑타이역이 개통되었다. 동년 12월 31일에는 지하철 16호선 펑타이역이 개통되었다.

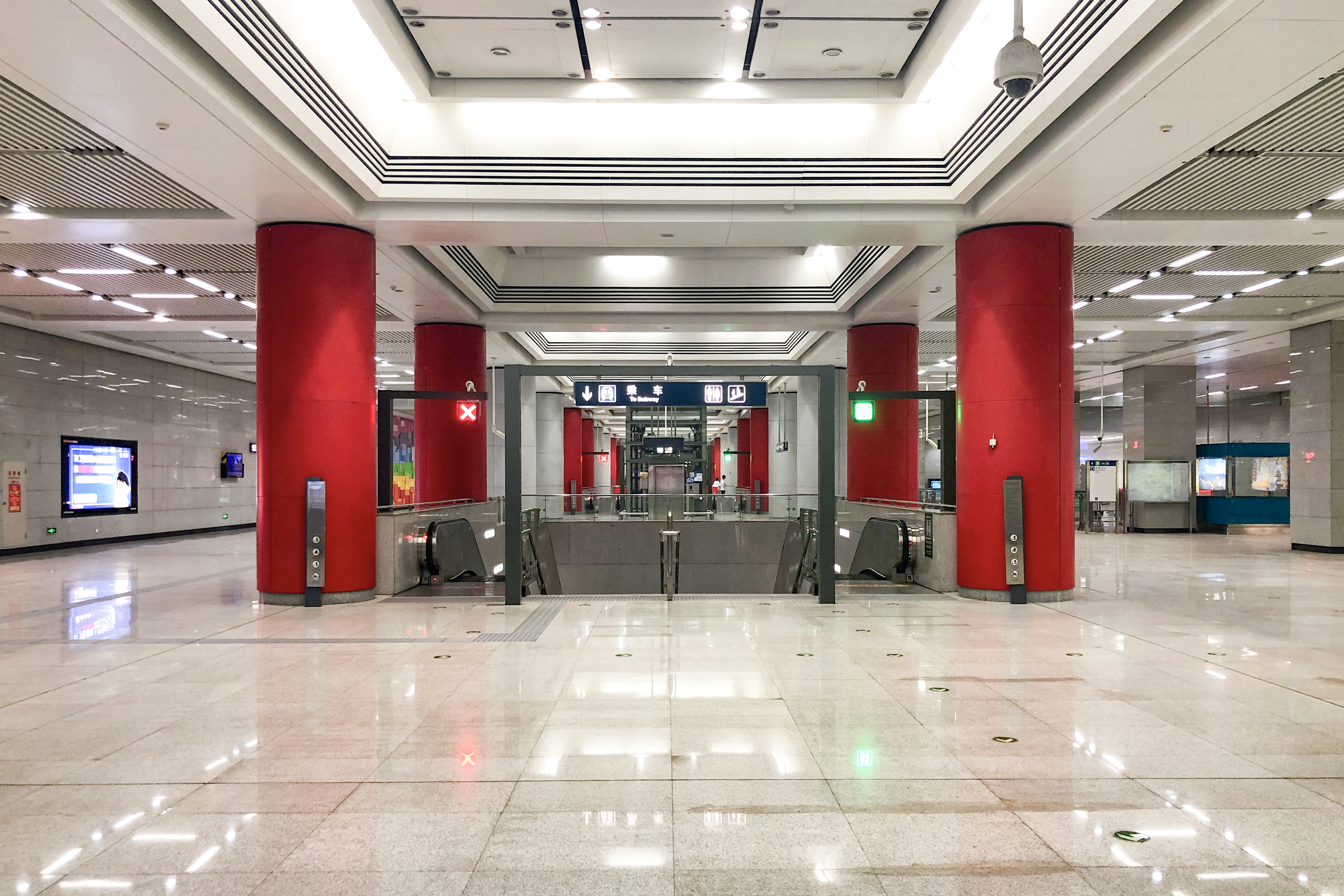
10호선 펑타이역 대합실 (2020년 6월 촬영)
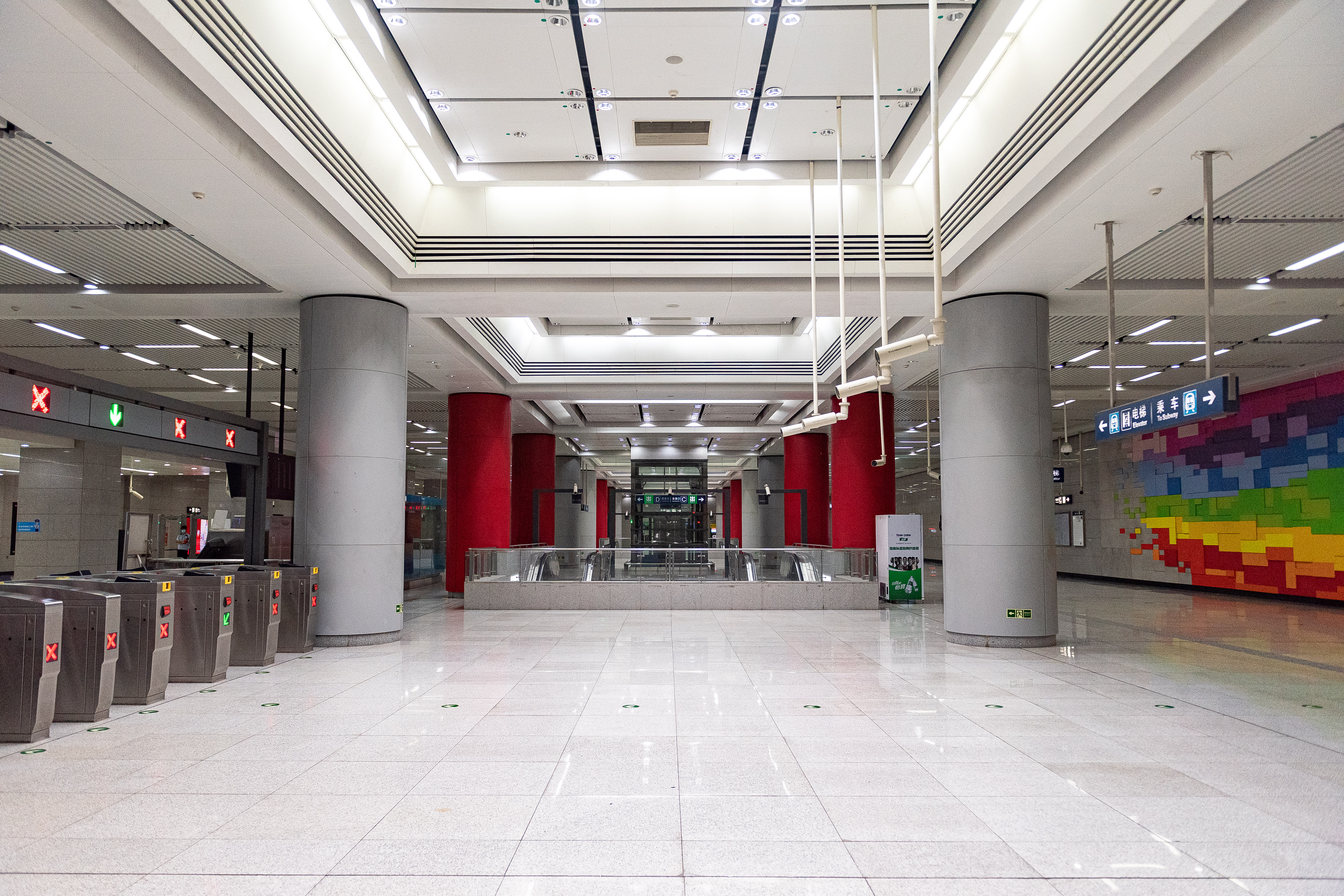
10호선 펑타이역 대합실 (2021년 9월 촬영)
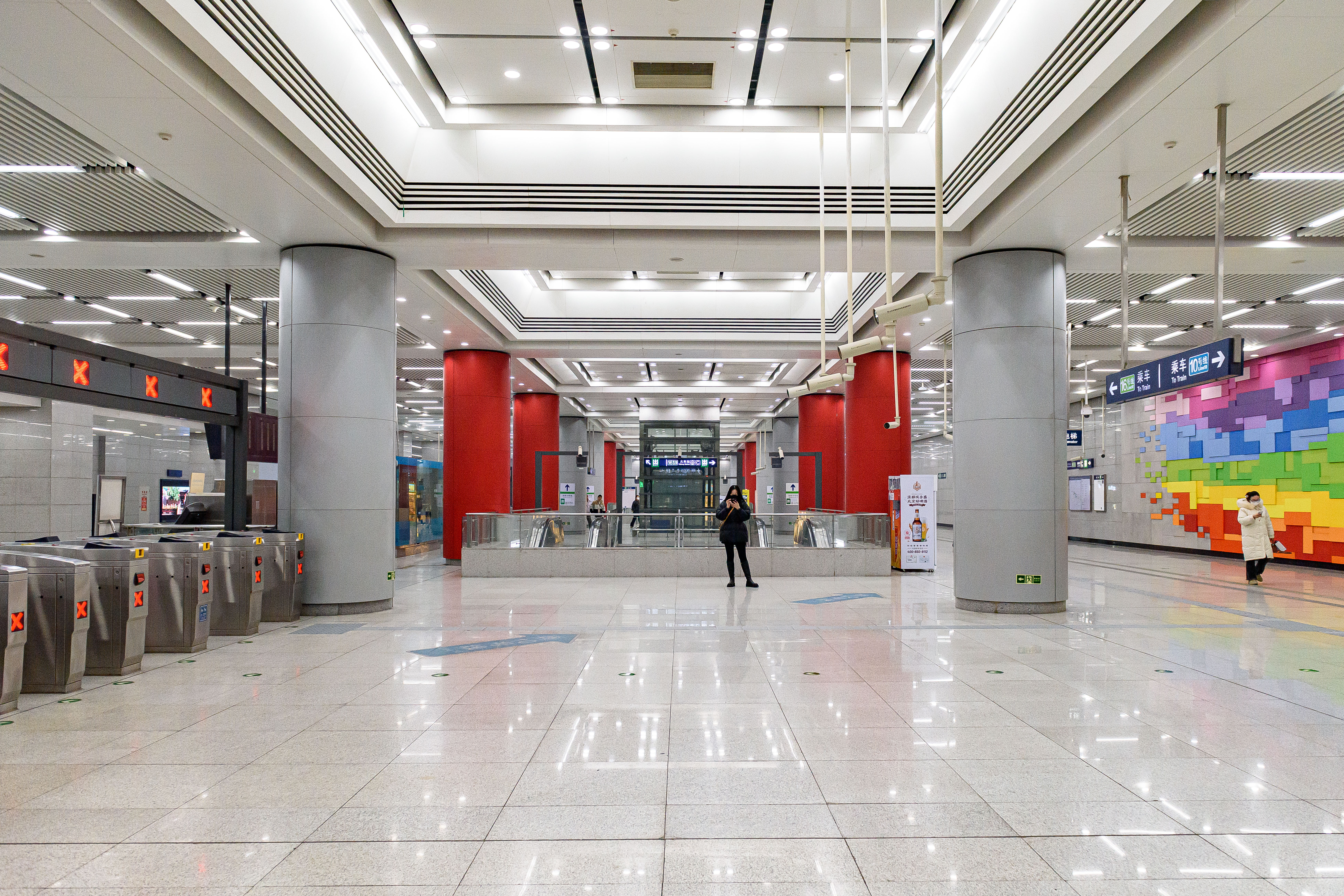
10호선 펑타이역 대합실 (2024년 1월 촬영)
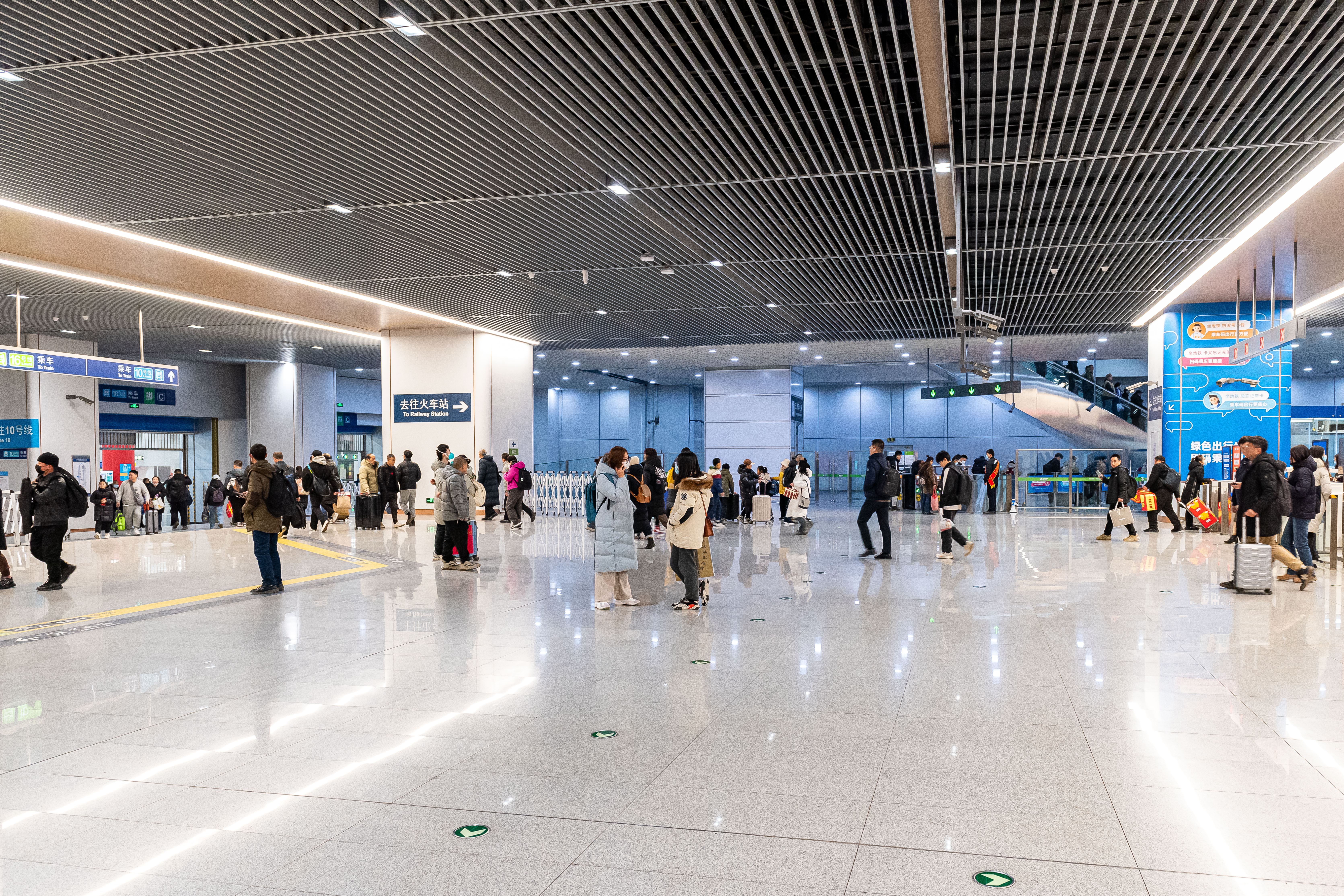
펑타이역 환승 통로 (2024년 1월 촬영)
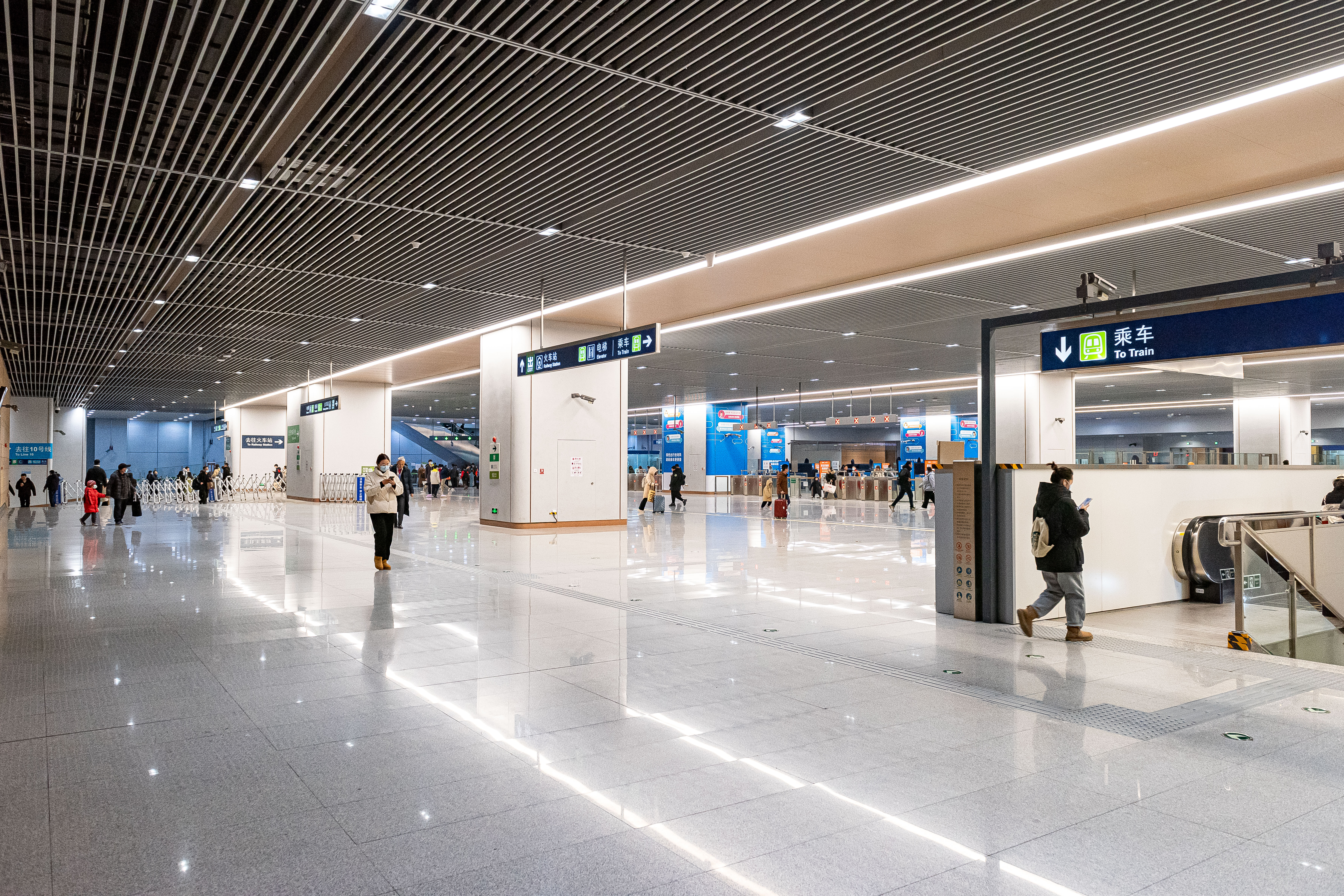
펑타이역 환승 통로 (2024년 1월 촬영)
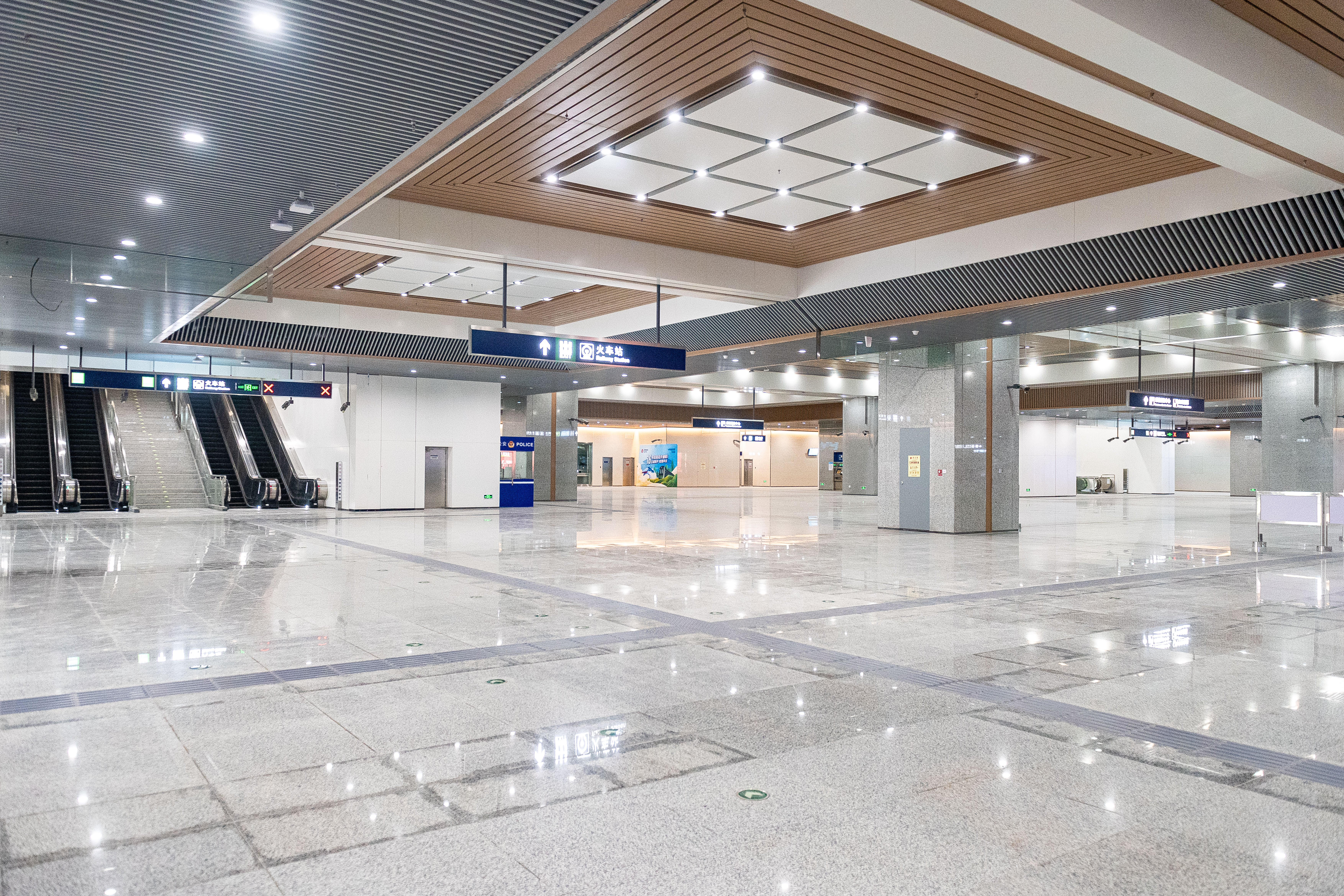
16호선 펑타이역 무료구역 대합실 (2022년 12월 촬영)
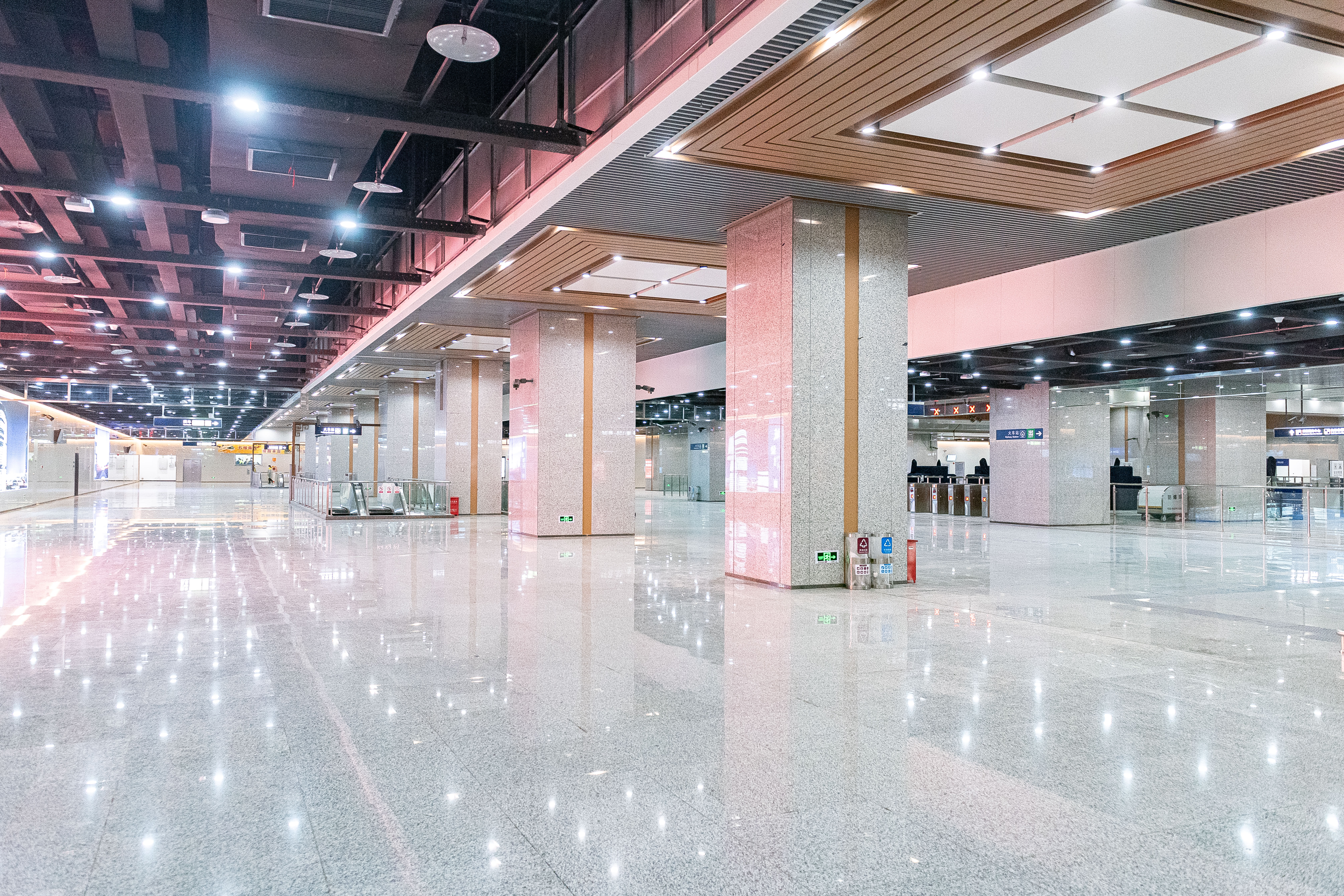
16호선 펑타이역 유료구역 대합실 (2022년 12월 촬영)

## 역 구조
| 지면                                       | 허브 외가도                     | C1 / C2출입구(펑차오로, 차오안서로), D출입구                                 |
| 지하 1층 대합실 층                         | 10 / 16호선 대합실              | 고객 서비스 센터, 자동 티켓 판매기, 출입문, B1 출구, 베이징 펑타이역 도착 홈 |
| 지하 2층 10호선 승강장 층 16호선 대합실 층 | 16호선 대합실                   | A1 / A2 출구, 고객센터, 자동 발매기, 출입 게이트                             |
| 지하 2층 10호선 승강장 층 16호선 대합실 층 | ←                               | ■ 10호선 내선 순환(니와)                                                     |
| 지하 2층 10호선 승강장 층 16호선 대합실 층 | 섬식 승강장, 왼쪽 출입문이 열림 |                                                                              |
| 지하 2층 10호선 승강장 층 16호선 대합실 층 | →                               | ■ 10호선 외선 순환(서우징마오)                                               |
| 지하 3층 16호선 승강장                     | ←                               | ■ 16호선 베이안허 방면 (둥관터우난)                                          |
| 지하 3층 16호선 승강장                     | 섬식 승강장, 왼쪽 출입문이 열림 |                                                                              |
| 지하 3층 16호선 승강장                     | →                               | ■ 16호선 완핑청 방면 (펑타이난루)                                            |

## 출입구
지하철 펑타이역은 현재 B1, C1, C2 출구를 이용할 수 있고, 국철 베이징 펑타이역 출구 층에 위치한 번호가 없는 입구는 아직 이용이 불가능하다.
|                                           |                                            |                             |      |             |
|                                           |                                            |                             |      |             |
| 출구                                      | 지시                                       | 출구 인근                   | 사진 | 무장애 시설 |
| ■ 16호선 역사와 연결                      |                                            |                             |      |             |
| 出口                                      | 기차역(火车站)                             | 공용 출입구(共用进站口)     |      | 빈칸        |
| 出口 · A · 1                              | 미개통                                     |                             |      |             |
| 出口 · A · 2                              | 미개통                                     |                             |      |             |
| 出口 · B · 1                              | 기차역(火车站) - 나가는 경우에만 이용 가능 | 베이징 펑타이역(北京丰台站) |      | 빈칸        |
| ■ 10호선 역사와 연결                      |                                            |                             |      |             |
| 出口 · C · 1                              | 차오안 서로(桥安西路)                      | 3환신청(三环新城)           |      |             |
| 出口 · C · 2                              | 위팡위안 북로(育芳园北路)                  | 3환신청(三环新城)           |      | 빈칸        |
| 出口 · D                                  | 폐쇄(개조중)                               | 멍자춘(孟家村)              |      | 빈칸        |
| 아이콘 설명: 엘리베이터 \| 같은 층에 위치 |                                            |                             |      |             |